# Burg Henfenfeld
Die Burg Henfenfeld, auch Pfinzingschloss genannt, ist eine Höhenburg in Henfenfeld im Landkreis Nürnberger Land, die um 1200 errichtet im Spätmittelalter Sitz verschiedener Reichsministerialer war, bis sie 1530 in den Besitz der Pfinzings von Henfenfeld kam. Die Gebäude des gut erhaltenen und seit 1983 wieder in Privatbesitz befindlichen Anwesens haben im Wesentlichen ihr Erscheinungsbild des 16. Jahrhunderts beibehalten, während der Landschaftsgarten ein überregional bedeutendes Beispiel der Gartenbaukunst des frühen 19. Jahrhunderts darstellt. Burg Henfenfeld ist nicht zu verwechseln mit dem Pfinzingschloss in Feucht.

## Geschichte

### Feudalismus
Um 1200 wurde die Burg erbaut und war zunächst im Besitz des Ministerialengeschlecht derer von Henfenfeld. Im späten 14. und frühen 15. Jahrhundert wechselte die Burg häufig den Besitzer, bis sie von 1405 bis 1530 an die Herren von Egloffstein ging.
1530 erwarb Martin I. Pfinzing die Burg. Sie ging damit in den Besitz einer alten Nürnberger Patrizierfamilie über, nach der sie bis in die Gegenwart gelegentlich Pfinzingschloss genannt wird. Zu Beginn ihrer Grundherrschaft geriet auch Henfenfeld in die Zerstörungen des Zweiten Markgrafenkriegs und wurde wie viele weitere Anlagen in Mittelfranken 1553 niedergebrannt, als markgräfliche Truppen einfielen, deren Parteigänger Hans von Egloffstein sich von den Pfinzings um sein Eigen gebracht sah. Bekanntester Familienvertreter und Burgherr war Paul Pfinzing (1554–1599). Die Pfinzing von Henfenfeld brachten die Burg in eine Familienstiftung ein (im Nürnberger Patriziat Vorschickung genannt), die vom Familienältesten administriert wurde. Sie blieben die Burgherren bis zum Erlöschen des Hauptzweiges der Familie 1764, danach fiel die Administration an die Brüder der Witwe, einer geborenen Haller von Hallerstein.

### Aristokratisch-Bürgerliches Hybrid
Der Nürnberger Kaufmann Karl Benedikt Schwarz erwarb 1817 die Grundherrschaft, woraufhin der bayerische König ihn zur Ausübung derselben adelte. Er verwaltete seine Güter in einer neugegründeten Familienstiftung, „deren Eigentumsrechte erst mit der gesetzlichen Aufhebung der Fideikommisse 1919 erloschen.“ Die Stiftungsgüter wurden daraufhin zwischen den Brüdern Paul August Benedikt von Schwarz, der Artelshofen erhielt, und Benedikt Gottlieb, der Henfenfeld übernahm, aufgeteilt. In den 135 Jahren, in denen die Familie Schwarz Herren auf Henfenfeld war, wurde das Anwesen vor allem zwischen 1826 und 1838 vielfach renoviert und umgestaltet, so wurde aus dem Barockgarten ein zeitgenössischer Landschaftsgarten.

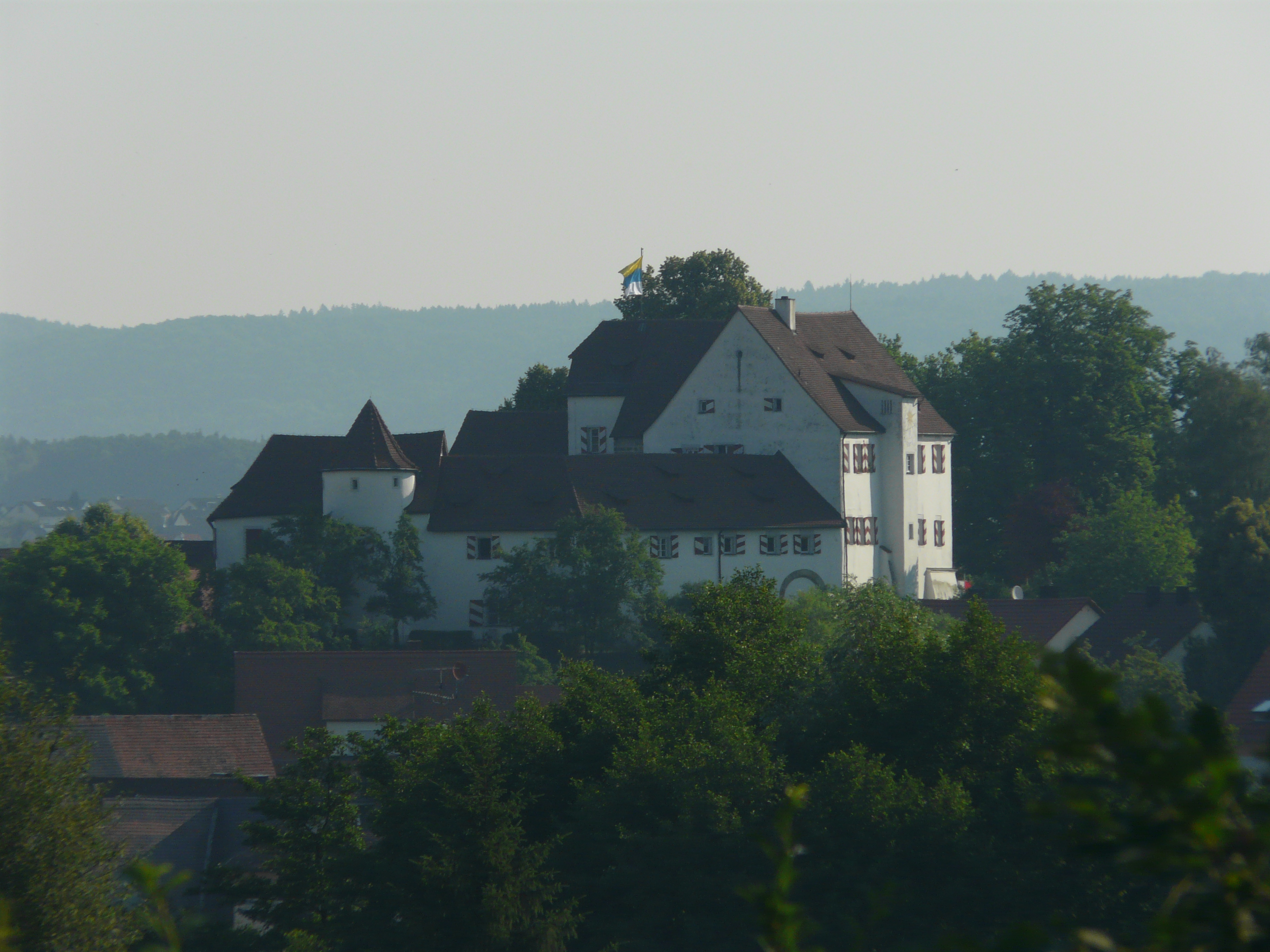
Die Anlage 2008 in ihrer naturräumlichen Einbettung.

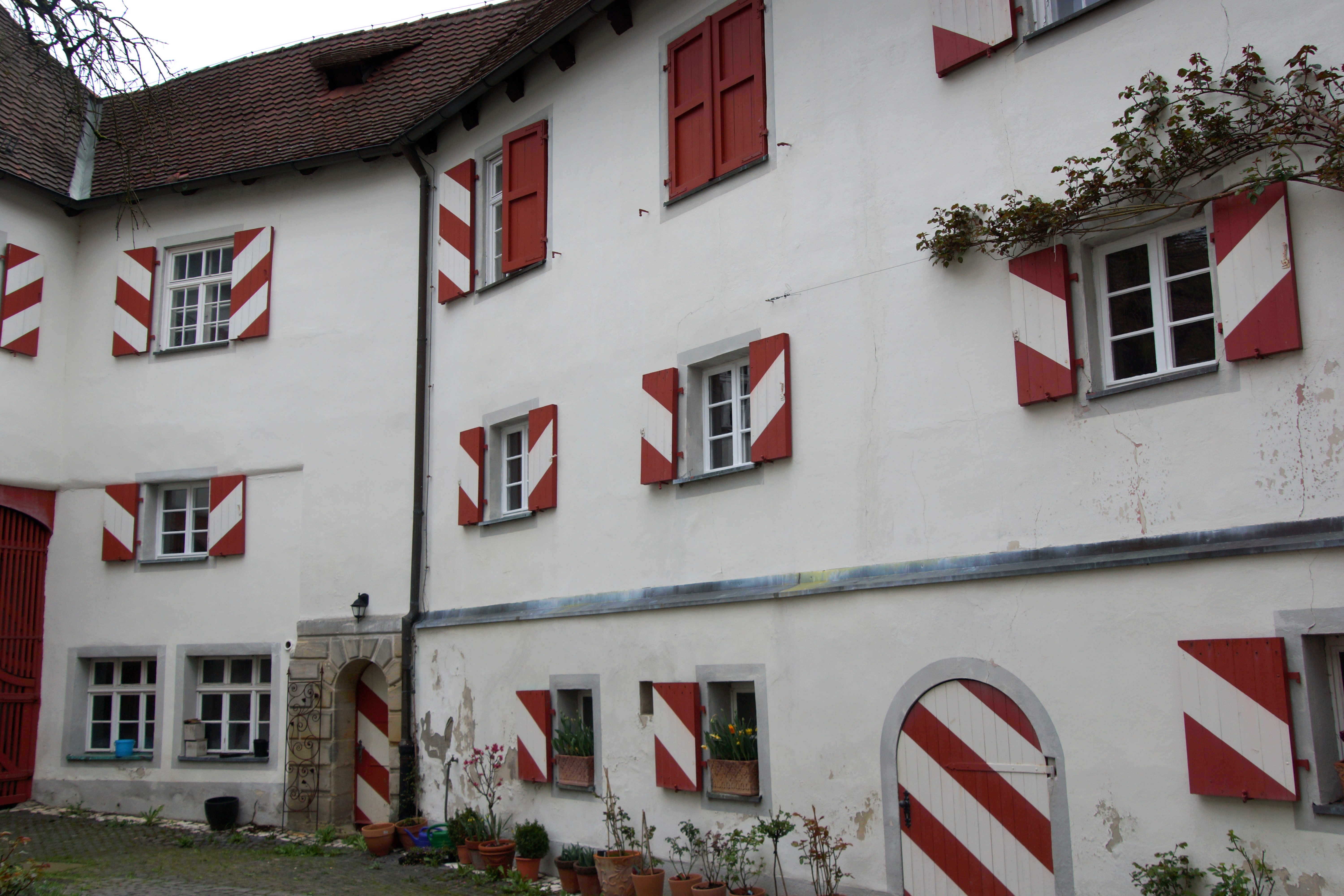
Innenhof

### Bürgerliche Gesellschaft
In den 1920ern unterhielt die Familie von Schwarz im Obergeschoss einen Gastronomiebetrieb und überließ bereits 1929 Räumlichkeiten dem NS-Lehrerbund für Schulungszwecke. 1939 wurde auf der Burg ein Lager für den weiblichen Reichsarbeitsdienst eingerichtet.
Mit dem Ankauf durch die Deutsche Bundesbahn 1952 endete die Ära derer von Schwarz auf Henfenfeld. Bis zu ihrer Reprivatisierung 1983 fand in den Gebäuden der Unterricht einer Bundesbahnschule statt. Anschließend waren überwiegend Geschäftsräume in der Anlage untergebracht. Zwischenzeitlich wurde sie von 1989 bis 1995 als Übergangslager für Spätaussiedler noch mal öffentlich-rechtlich genutzt.
Im 21. Jahrhundert wird das Pfinzingschloss durchgängig privat gewerblich betrieben. Die derzeitige Eigentümerin Denette Whitter betreibt in der Burg eine Opernakademie und nutzt die Räumlichkeiten unter anderem für kulturelle Veranstaltungen. Zur Bewirtung der Gäste wird im Erdgeschoss ein Gastronomiebetrieb geführt.
Der heutige Zustand der guterhaltenen Burg entspricht weitgehend dem originalgetreuen Erscheinungsbild des 16. Jahrhunderts zuzüglich dem im frühen 19. Jahrhundert neuangelegten Schlosspark, der „aus gartendenkmalpflegerischer Sicht von großer überregionaler Bedeutung“, von touristischem sowie kulturellem Interesse sei.